# نفط! (رواية)
نفط! (بالإنجليزية: Oil!)‏ هي رواية من تأليف الكاتب الأمريكي أبتون سنكلير نُشرت لأول مرة في 1926-1927، وتم سردها على أنها رواية بضمير الغائب مع كتابة الصفحات الافتتاحية فقط بضمير المتكلم. كُتب الكتاب في سياق فضيحة تي بوت دوم التابعة لإدارة هاردينغ، وتدور أحداثها في جنوب كاليفورنيا. وتعتبر هجاء اجتماعيا وسياسيا يحرف نقاط الضعف البشرية لجميع شخصياته. الشخصية الرئيسية هي جيمس أرنولد روس جونيور الملقب باني، نجل أحد كبار المستثمرين في نفط. تثير مشاعر باني المتعاطفة تجاه عمال حقول النفط والاشتراكيين الجدال مع والده طوال القصة.
كانت الرواية بمثابة مصدر إلهام فضفاض لفيلم ستسيل الدماء من كتابة وإخراج بول توماس أندرسون عام 2007.

## طبعة أوراق التين
أبتون سنكلير يبيع «إصدار أوراق التين» من رواية «نفط!» في بوسطن
تم حظر رواية «نفط!» في بوسطن بسبب مشهد الجنس في الموتيل. طبع ناشر سنكلير 150 نسخة من «طبعة أوراق التين» مع حجب الصفحات التسع المخالفة. إحتج سنكلير على الحظر وأعرب عن أمله في تقديم قضية «فاحشة» إلى المحكمة. لم يقدم القضية ولكن الجدل ساعد في جعل الكتاب من أكثر الكتب مبيعًا.

## الاقتباسات
يعتبر فيلم ستسيل الدماء من إخراج بول توماس أندرسون عام 2007 مستوحى من الرواية، لكن القصة مختلفة جدًا بحيث لا يمكن اعتبارها اقتباسا. ركز فيلم ستسيل الدماء على الأب على عكس الرواية مع كون ابنه شخصية مساعدة. قال بول توماس أندرسون إنه دمج أول 150 صفحة فقط من الكتاب في فيلمه، لذا فإن باقي الفيلم والرواية مختلفان تمامًا تقريبًا.
بنى أندرسون شخصيته الرئيسية المركبة دانيال بلاينفيو على إدوارد إل دوهيني وعدة رجال آخرين. واستوحى أفكاره من المتاحف النفطية في مقاطعة كيرن بكاليفورنيا والمكتبات والمتاحف في المنطقة المحيطة بسيلفر سيتي بنيومكسيكو بالإضافة إلى تصوير الفترة الزمنية التي لعبت دورًا كبيرًا في تشكيل الفيلم والسيناريو.